# Линьяк, Сирил
Сирил Линьяк (фр. Cyril Lignac; род. 5 ноября 1977, Родез, Франция) — шеф-повар, кондитер и телеведущий.
Является шеф-поваром и владельцем парижских ресторанов Chardenoux в 11 округе, Aux Pres и Le Bar des Pres в 6 округе, Ischia в 15 округе, бара Dragon cocktail в 6 округе, и магазинов Pastry Cyril Lignac в 6, 11, 15, 16 и 17 м округах и La Chocolaterie Cyril Lignac в 11 округе Парижа. Он также открыл свой первый ресторан на международном уровне: бар Meadows, 16, Albemarle Street, в районе Мейфэр, Лондон .
Был владельцем ресторана Le Quinzième (1 звезда Мишлена) в 15 округе Парижа до его закрытия в июле 2019 года.
Является ведущим многих кулинарных программ на телеканале M6, а также автором кулинарных книг. В сентябре 2021 года на его аккаунт в социальной сети Instagram было подписано 2,8 миллиона подписчиков.

## Биография
Сирил Линьяк обучался в школе гостиничного бизнеса Сен-Жозеф в Вильфранш-де-Руэрг, во время обучения он работал у знаменитого шеф-повара Николь Фагегальтье, а после обучения, в 2000 году присоединился к бригаде шеф-повара Алена Пассара в ресторане L’Arpège в Париже. В 2001 году он продолжил обучение у шеф-поваров Жака и Лорана Пурселя в ресторанах Jardin des Sens и La Maison Blanche в Монпелье. В 2002 году начал работу в кондитерской Pierre Hermé, а затем стал су-шефом в кондитерской в парижском ресторане La Grande Cascade с шеф-поваром Аленом Дюкассом.
В 2005 году он открыл свой ресторан изысканной кухни Le Quinzième в Париже, при этом он дал разрешение французскому телеканалу M6 транслировать создание и открытие своего заведения в программе ''Да, Шеф!''.
В 2008 году он стал владельцем бистро Le Chardenoux, внесённого в список исторических памятников .
В январе 2010 года Сирил Линьяк принимает участие в съёмках первого сезона телешоу Top Chef, где является одним из членов жюри. Он остаётся участником телешоу в течение следующих 4 сезонов.
В 2010 году он открыл мастерскую Cuisine Attitude а в 2011 году создал новый ресторан Claude Sainlouis, который затем переименовал в Aux Prés . В том же году он вместе с Бенуа Кувраном создал кондитерскую La Pâtisserie Cyril Lignac в 11 округе Парижа.
27 февраля 2012 года его ресторан Le Quinzième получает свою первую звезду в гиде Мишлен . Ресторан закроет свои двери после 15 лет работы.
В 2013 году в 16 округе Парижа Сирил открывает вторую кондитерскую. В 2015 году были открыты две новых кондитерских, первая из которых расположен на улице Севр в 6 округе, а вторая — на бульваре Пастер в 15 округе.
22 марта 2016 г. он открыл Chocolaterie Cyril Lignac возле своей первой пекарни в 11 округе Парижа.
18 ноября 2016 г. он открыл ресторан Le Bar des Pres в 6 округе Парижа.
18 февраля 2017 г. была открыта очередная кондитерская, в 17 округе Парижа.
В марте 2020 года, когда во всем мире был введён режим самоизоляции в связи с пандемией COVID-19, Сирил Линьяк начал вести прямые эфиры в социальной сети Инстаграм, чтобы ежедневно показывать подписчикам готовку по своим рецептам. После успеха этих прямых эфиров, он запускает программу «Все на кухне» на телеканале М6. В этой передаче он выступает в дуете с шеф-поваром Жеромом Энтони, который также является одним из создателей телешоу, а также вместе с неизвестными или известными гостями, которые вместе готовят по его рецепту дня. Это телешоу очень быстро стало популярным. Благодаря ему, аудитория телеканала M6 увеличилась до 2,5 миллионов телезрителей ежедневно, что значительно выше среднего показателя.
22 мая 2021 года Сирил Линьяк открыл свой первый ресторан за пределами Франции Bar des Prés в самом сердце лондонского района Мейфэр.
1 июля 2021 года он открыл ресторан Ischia на месте ресторана Le Quinzième в 15-м округе Парижа.

## Фильмография
- 2007 г.: Рататуй: озвучка эпизодической роли (французский язык)
- 2013: Облачно, возможны осадки: Месть ГМО: Мэнни (голос, французский язык)